# Laniarius ruficeps
Bubu-de-nuca-ruiva ou picanço-de-nuca-vermelha (Laniarius ruficeps) é uma espécie de ave da família Malaconotidae.
Pode ser encontrada nos seguintes países: Etiópia, Quénia e Somália.
Os seus habitats naturais são: matagal árido tropical ou subtropical.